# Lise Lyng Falkenberg
Lise Lyng Falkenberg (født 17. maj 1962 i Odense) er en dansk forfatter og international freelancejournalist. Hun har mag.art. i litteraturvidenskab med ph.d. i kulturstudier.
Hun skriver fortrinsvis skønlitteratur for voksne, biografier samt fagbøger om litteratur, musik og kultur. Siden 2001 har hun skrevet udelukkende på engelsk.
I 2003 optrådte hun som romanfigur i Søren Mosegaards roman Dronning Margrethe von Donner und Blitz.
Siden 2005 har hun arbejdet intenst med den britiske rockgruppe Slade og især deres trommeslager Don Powell. Dette er der kommet en række blogs ud af på internettet, ligesom artikler og biografier i danske og udenlandske blade og aviser. I 2013 udkom Lise Lyng Falkenbergs engelsksprogede officielle biografi om Don Powell på Omnibus Press.

## Udvalgt bibliografi
| År   | Titel                                               | ISBN              |
| ---- | --------------------------------------------------- | ----------------- |
| 1983 | Max og Lurifax                                      | 87-411-5250-6     |
| 1995 | Syge under solen                                    | e-bog             |
| 1996 | Fugleskræmslet                                      | e-bog             |
| 1997 | Drømmenes rige                                      | 87-85062-27-8     |
| 1998 | Månekalven og andre noveller                        | 87-90511-55-7     |
| 1999 | Drengen der ikke ville blive stor - og som blev det | 87-90733-27-4     |
| 2001 | Den moderne død - ni nye noveller                   | 87-90733-67-3     |
| 2001 | The Monkees - caught in a false image               | 87-90767-31-4     |
| 2003 | Twisted Tales of Thanatos                           | 87-90767-72-1     |
| 2012 | Greatest Hits 1996-2011                             | e-bog             |
| 2012 | Souls Astray                                        | e-bog             |
| 2012 | The Monkees - caught in a false image               | e-bog             |
| 2012 | Build Me a Bridge                                   | e-bog             |
| 2013 | The Boy Who Would Not Grow Up - But Did             | e-bog             |
| 2013 | Never Mind It                                       | e-bog             |
| 2013 | Look Wot I Dun - Don Powell My Life in Slade        | 978-1-78305-040-6 |
| 2014 | Metanoia                                            | e-bog             |